# Augsburger Panther
Augsburger Panther är ett ishockeylag från Augsburg som spelar i den tyska ishockeyligan DEL. Panther var med när ligan grundades 1994 och är en avknoppning från Augsburger Eislaufverein som grundades 1878. Klubbens största framgång är från 2010 då man blev vicemästare. Klubben spelar i Curt-Frenzel-Stadion.
Augsburger EV grundades 1878 är och är därmed den äldsta skridskoklubben i Tyskland. Ishockey började man spela först 1929 och kom under andra världskriget att spela i förstadivisionen. Efter kriget startade man upp verksamheten under namnet HCA Yellow Tigers och blev 1948 sydtyska mästare. 1962 återtog man det gamla namnet AEV och kunde 1968 fira att man tagit sig tillbaka till förstadivisionen Bundesliga. Det lag som föreningen vid denna tid hade var ursprungligen FC Bayern Münchens ishockeysektion som föreningen ville bli av med och sålde till AEV. De kommande åren pendlade klubben mellan första- och andradivisionen. 
Dagens Augsburger Panther skapades 1994 i samband med att DEL skapades som ersättare för Bundesliga. Augsburger Panther blev det nya namnet för AEV:s proffslag och verksamheten bolagiserades. 